# Every Best Single 2
Pour les articles homonymes, voir Every Best Single.
Albums de Every Little Thing
Many Pieces
(2003) Commonplace
(2004)
Every Best Single 2 est le deuxième album compilation de singles du groupe Every Little Thing (sa troisième compilation en tout), sorti en 2003.

## Présentation
L'album sort le 10 septembre 2003 au Japon sur le label  Avex Trax, quatre mois après le précédent album original du groupe, Many Pieces, et quatre ans et demi après sa première compilation homonyme Every Best Single (+3) (entre-temps est sortie une compilation de ses ballades, Every Ballad Songs). L'album atteint la première place du classement des ventes de l'Oricon, et reste classé pendant 38 semaines. Il se vend à plus de deux millions et demi d'exemplaires, et demeure le sixième album le plus vendu du groupe.
C'est un album compilation qui contient dans leur ordre de parution les chansons des douze singles du groupe sortis depuis la parution de la compilation Every Best Single (+3) (sur laquelle figure ses douze premiers singles). C'est cependant une des versions remixées de la chanson Ai no Kakera figurant sur le single qui est reprise sur la compilation et non sa version originale ; sont aussi exclues les deuxièmes chansons des trois singles « double face A » (Get Into a Groove, Smile Again, Jirenma), et deux des quatre chansons du maxi-single Untitled 4 Ballads (Ai no Uta et Room). L'album contient en supplément à la fin deux nouvelles versions réenregistrées acoustiquement de deux des premières chansons du groupe (For the Moment et Deatta Koro no Yō ni).
À part la chanson du dernier single Fundamental Love qui paraitra sur le prochain album Commonplace, toutes les chansons étaient également parues sur les trois albums originaux sortis auparavant (Eternity, 4 Force, Many Pieces), parfois dans des versions remaniées (Sure, Ai no Kakera, et Jump).
Six ans plus tard sortira en 2009 la triple compilation Every Best Single - Complete reprenant les chansons des 37 premiers singles du groupe.

## Liste des titres
| CD    | CD                                                                              | CD                                     | CD    | CD | CD | CD | CD | CD | CD |
| No    | Titre                                                                           | Origine                                | Durée |    |    |    |    |    |    |
| ----- | ------------------------------------------------------------------------------- | -------------------------------------- | ----- | -- | -- | -- | -- | -- | -- |
| 1.    | Pray                                                                            | du 13e single Pray / Get Into a Groove | 5:28  |    |    |    |    |    |    |
| 2.    | Sure (sure)                                                                     | 14e single                             | 4:56  |    |    |    |    |    |    |
| 3.    | Rescue Me (Rescue me)                                                           | du 15e single Rescue Me / Smile Again  | 4:18  |    |    |    |    |    |    |
| 4.    | Ai no Kakera ~Steppin' Hard Enough Mix~ (愛のカケラ ...)                        | du 16e single Ai no Kakera             | 4:55  |    |    |    |    |    |    |
| 5.    | Fragile (fragile)                                                               | du 17e single Fragile / Jirenma        | 4:52  |    |    |    |    |    |    |
| 6.    | Graceful World                                                                  | 18e single                             | 5:11  |    |    |    |    |    |    |
| 7.    | Jump (jump)                                                                     | 19e single                             | 4:08  |    |    |    |    |    |    |
| 8.    | Kiwoku (キヲク)                                                                 | 20e single                             | 5:25  |    |    |    |    |    |    |
| 9.    | Sasayaka na Inori (ささやかな祈り)                                              | 21e single                             | 4:56  |    |    |    |    |    |    |
| 10.   | Unspeakable (UNSPEAKABLE)                                                       | du 22e single Untitled 4 Ballads       | 4:24  |    |    |    |    |    |    |
| 11.   | Nostalgia (nostalgia)                                                           | du 22e single Untitled 4 Ballads       | 5:49  |    |    |    |    |    |    |
| 12.   | Grip!                                                                           | 23e single                             | 4:50  |    |    |    |    |    |    |
| 13.   | Fundamental Love (ファンダメンタル・ラブ)                                       | 24e single                             | 4:19  |    |    |    |    |    |    |
| 14.   | For the Moment (Acoustic Version) (For the moment (アコースティックバージョン)) | 4e single (version acoustique)         | 4:14  |    |    |    |    |    |    |
| 15.   | Deatta Koro no Yō ni (Acoustic Version) (出逢った頃のように ...)                | 5e single (version acoustique)         | 5:10  |    |    |    |    |    |    |
| 72:55 |                                                                                 |                                        |       |    |    |    |    |    |    |

Crédits paroles : Kaori Mochida (n°2, 4 à 13), Mitsuru Igarashi (n°1, 3, 14, 15). Compositions : Mitsuru Igarashi (n°1, 3, 14, 15), ELT (n°2), Kunio Tago (n°4, 9, 13), Kazuhito Kikuchi (n°5, 8, 10, 11), Yasuo Otani (n°6), Kaori Mochida (n°7), Kazuhiro Hara (n°12).
| 1. | Fundamental Love (Promotion Video) (ファンダメンタル・ラブ) |  |
| 2. | Recording Scene                                             |  |
| 3. | Live & Documentary Scene Digest                             |  |